# Comité olympique hellénique
Le Comité olympique hellénique  ou HOC (en grec moderne : Ελληνική Ολυμπιακή Επιτροπή) est créé le 3 février 1894 à Athènes, en vue de l'organisation des Jeux olympiques d'été de 1896. Il est le plus ancien des comités nationaux olympiques.

## Histoire

### Le Congrès de préparation du concours olympique
À la suite du Congrès olympique de 1894 et à la formation de l'embryon du futur Comité international olympique, le baron Pierre de Coubertin se rend à Athènes en vue de préparer les futurs Jeux olympiques dont la recréation vient d'être décidée à Paris. Le 24 novembre 1894, se tient un « congrès de préparation du concours olympique » au Zappéion, sous la direction de Coubertin et le haut patronage du diadoque Constantin. Trente-deux personnalités grecques sont invitées, dont le Premier ministre Stéphanos Dragoúmis, de nombreux proches de l'ancien Premier ministre (opposé à la tenue des Jeux) Charílaos Trikoúpis, dont Stéphanos Skouloúdis (futur Premier ministre lui aussi), des proches du prince héritier, ainsi qu'Alexandre Mercati et Georges Mélas. Ce congrès décide de la date des futurs Jeux (5 au 15 avril 1896) et entérine le programme des épreuves suggéré à Paris. Dès le départ de Coubertin, les membres du congrès de préparation entrent dans une profonde inactivité.

### Le Comité pour les Jeux olympiques
Charílaos Trikoúpis multiplie les attaques contre le congrès de préparation, principalement sur le financement des futurs Jeux. Le diadoque intervient alors personnellement. Le 25 janvier 1895, il « accepte la démission » des membres les moins enthousiastes et, avec l'aide de Dimítrios Vikélas, met sur pied un conseil de douze membres chargé d'encadrer les travaux d'un Comité pour les Jeux olympiques. Ce conseil est considéré comme l'embryon du Comité olympique hellénique. Le prince nomme à la tête du conseil un ancien maire d'Athènes, le député, journaliste et écrivain Timoléon Philémon (en). Ce conseil chapeaute des comités dédiés à chaque sport (celui concernant les sports nautiques est dirigé par le prince Georges et celui du tir par le prince Nicolas), un comité pour l'entraînement des athlètes grecs, un comité pour la réception, le logement et les loisirs des visiteurs et athlètes étrangers et un comité pour la construction d'un stade.

### L'organisation des Jeux de 1896
Le Comité cherche alors les financements pour l'organisation des futurs Jeux et surtout la construction des installations. Outre le stade, financé par Georges Averoff, le Comité fait réaliser un champ de tir à Kallithéa et un vélodrome à Phalère, mais aussi rénover l'éclairage, les rues, les espaces verts d'Athènes. Un pont sur l'Ilissós est construit afin de relier le stade et la ville nouvelle. Quinze nouveaux urinoirs publics sont installés. Fin mars 1896, tout est prêt.

### Le Comité auXXesiècle
Pour chaque olympiade, il est notamment chargé de l'allumage de la flamme olympique à Olympie et de son relais jusqu'au stade d'Athènes qui avait accueilli les Jeux olympiques d'été de 1896.

## Liste des présidents
| Portrait                    | Président                       | Mandat    | Remarque                                            |
| --------------------------- | ------------------------------- | --------- | --------------------------------------------------- |
| Constantin de Grèce         | Constantin de Grèce             | 1894-1913 | Diadoque de Grèce                                   |
| Georges de Grèce            | Georges de Grèce                | 1914-1917 | Diadoque de Grèce                                   |
| Miltiádis Negrepóntis       | Miltiádis Negrepóntis (el)      | 1918-1920 |                                                     |
| Georges de Grèce            | Georges de Grèce                | 1921-1923 | Diadoque de Grèce Devient le roi Georges II en 1922 |
| Illustration manquante      | Georges Averoff                 | 1924-1930 |                                                     |
| Ioánnis Drosópoulos         | Ioánnis Drosópoulos (el)        | 1930-1936 |                                                     |
| Paul de Grèce               | Paul de Grèce                   | 1936-1952 | Diadoque de Grèce Devient le roi Paul Ier en 1947   |
| Konstantínos Georgakópoulos | Konstantínos Georgakópoulos     | 1953-1954 | Présidence partagée                                 |
| Illustration manquante      | Ioánnis Ketséas (el)            | 1953-1954 | Présidence partagée                                 |
| Constantin de Grèce         | Constantin de Grèce             | 1955-1964 | Diadoque de Grèce                                   |
| Irène de Grèce              | Irène de Grèce                  | 1965-1968 | Princesse de Grèce et de Danemark                   |
| Illustration manquante      | Theodósios Papathanasiádis (el) | 1969-1973 |                                                     |
| Illustration manquante      | Spyrídon Vellianítis            | 1973-1974 |                                                     |
| Apóstolos Nikolaïdis        | Apóstolos Nikolaïdis (el)       | 1974-1976 |                                                     |
| Illustration manquante      | Geórgios Athanasiádis (en)      | 1976-1983 |                                                     |
| Illustration manquante      | Aggelos Lempésis (el)           | 1983-1984 |                                                     |
| Illustration manquante      | Lámbis Nikoláou (el)            | 1985-1992 |                                                     |
| Illustration manquante      | Antónios Tzíkas                 | 1993-1996 |                                                     |
| Illustration manquante      | Lámbis Nikoláou (el)            | 1997-2004 |                                                     |
| Illustration manquante      | Mínos Kyriakoú (el)             | 2004-2009 |                                                     |
| Spýros Kaprálos             | Spýros Kaprálos (el)            | 2009-2025 |                                                     |
|                             | Isidoros Kouvelos               | 2025-     |                                                     |